# Selbstpublikation
Als Selbstpublikation (auch: Eigenpublikation, Selbstveröffentlichung) bezeichnet man sowohl die Art der Veröffentlichung eines Werkes (im Sinne von: etwas selbst publizieren) als auch ein veröffentlichtes Werk selbst, dessen Vervielfältigung und Verbreitung insbesondere finanziell allein durch den Urheber (im Sinne des Urheberrechts) selbst getragen bzw. im Selbstverlag erstellt und geleistet wird. So kann ein Autor für eine Selbstpublikation diverse Dienstleister nutzen, die gegen Honorar eine derartige Publikation nach Abschluss eines Werkvertrags in Form eines E-Books oder als gedrucktes Buch erstellen und dem Autor zugleich die Möglichkeit geben, sie in eigenem Namen anzubieten, d. h. „ohne traditionelle Verlage" zu vermarkten“. (Im Gegensatz dazu steht die Publikation bzw. Veröffentlichung eines Werks durch einen Verlag nach Abschluss eines Verlagsvertrags, z. B. nach Maßgabe eines Normvertrags. →Siehe dazu auch den Abschnitt: Abgrenzungen im Artikel Selbstverlag) 
Neben Werken in Buchform können auch Werke auf Datenträgern u. a. für Musikstücke, Filme und Videoclips als Selbstveröffentlichung verbreitet werden. (→Siehe dazu den Abschnitt: Dienstleistungsunternehmen für Selbstpublikationen)

## Allgemeines

### Kalkulation
Ein Autor, der sich selbst publiziert, sucht in Personalunion gleich einem Verleger (s)ein Buchprojekt auf den Weg zu bringen und muss deshalb Kalkulationen anstellen, inwiefern die Kosten dafür auch durch den Absatz und ggf. honorierte Lesungen daraus übertroffen werden – was wiederum ins Verhältnis zur Zahlungsbereitschaft einer optionalen Leser- bzw. Käuferschaft eines selbst publizierten Buches zu bringen ist. (Ausgenommen von einer solchen Kalkulation sind u. a. die Autobiografen, die lediglich für den Privatgebrauch ihre Lebensgeschichten in Buchform bringen wollen.)
Musste man bis Anfang 2000 noch mit den Kosten einer z. B. im Offsetdruck hergestellten Auflage von mindestens 500–1000 Exemplaren kalkulieren, so ist dieser Kostenfaktor dank der Möglichkeiten des Digitaldrucks im Print-on-Demand-Verfahren (PoD) erheblich gesunken. Insbesondere Self-Publishing-Plattformen bieten z. T. sogar an, kostenfrei Veröffentlichungen von Printausgaben und E-Books zu erstellen – was den Autoren dann allerdings auch einen höheren Arbeitsaufwand (u. a. für die Druckvorlagen) und mehr als grundlegende Kenntnisse am Computer abverlangt. (→ siehe dazu im Artikel auch: Zur Erstellung von Selbstpublikationen)
Der Digitaldruck ist mit den Jahren so professionalisiert, dass er mit Schnelldruck-Technik den etablierten Verlagen an Liefergeschwindigkeit nur wenig nachsteht. Deshalb – und aus Kostengründen – lassen viele arrivierte Verlage ihre Backlist über PoD laufen.

### Marketing und Vertrieb
Der Absatz von Selbstpublikation hängt wie bei den wirtschaftlich geführten Verlagen nicht zuletzt von den Marketing-Möglichkeiten des Autors und seiner Vernetzung mit potentiellen Käufern oder/und Buchhandlungen ab. In einem Artikel des Tagesspiegels über einen Doktoranden als Nutzer einer Self-Publishing-Plattform heißt es z. B. dazu, dass seine Dissertation zwar über die von ihr inklusiv vergebene ISBN im Buchhandel gefunden werden kann, er „aber nun selbst aktiv werden und sein Buch bewerben“ muss. Denn egal, ob für die Erstellung der Selbstpublikationen Druckereien, Selbstkostenverlage oder Self-Publishing-Plattformen beauftragt wurden, sind für diese die angefragten Dienstleistungen bereits mit Vertragsschluss gewinnbringend vorfinanziert. So erläutert die Hamburger Akademie für Fernstudien (HAF), dass nicht zuletzt die so genannten „Druckkostenzuschussverlage“ „nicht in dem Maß wie der klassische Verlag darauf angewiesen (sind), Geld mit dem Verkauf von Büchern zu verdienen. Schließlich haben sie bereits eine mitunter stattliche Summe Geld vom Autor kassiert.“
Zu Standard-Marketingwerkzeugen für Selbstpublikationen sind Soziale Netzwerke, Webseiten und Blogs der Autoren geworden, auf denen der mögliche Leserkreis angesprochen werden soll. Sofern ein Buch auch im Sortimentsbuchhandel lieferbar sein soll, kann es gegen Gebühr – bei den Self-Publishing-Plattformen meist inklusive – mit einer ISBN ausgestattet und (mit Ausnahme z. B. von über CreateSpace.com erstellten Titeln) im „Verzeichnis Lieferbarer Bücher“ (VLB) eingetragen werden. Ohne ISBN und Eintragung im VLB werden als Selbstpublikation in der Regel interne Hochschulveröffentlichungen oder rein private Bücher für einen festen Abnehmerkreis produziert.
Autoren von Selbstpublikation nutzen für deren Vertrieb den Direktverkauf, z. B. im Anschluss von Veranstaltungen mit ihnen wie Lesungen oder im Rahmen einer eigenen Homepage. Das gilt auch für über Self-Publishing-Plattformen hergestellte Buchexemplare, für die in der Regel ein „Autorenrabatt“ eingeräumt wird. Zudem versuchen auch einige Autoren, den Buchhändlern in ihrem näheren Umkreis Exemplare ihres Werkes zum Kommissionsverkauf anzubieten.
Selbstpublikationen, ob in Form von Offsetdruck- oder Print-on-Demand-Verfahren hergestellter Printausgaben, werden selten von Ladengeschäften des Sortimentsbuchhandels aus eigenem Antrieb geordert, sie können aber dort, sofern mit einer ISBN ausgestattet, wie auch über die „Online-Shops“ der Buchhändler bzw. über Internetbuchhandlungen bestellt werden. E-Book-Ausgaben werden per se ausschließlich von diesen „Online-Shops“ oder von auf E-Books oder/und auf die Geräte dafür spezialisierten Internethändlern heruntergeladen. Der Vertrieb über „Online-Shops“ vermag auch ohne die Vertreter eines Verlages relevante Zielgruppen zu erreichen. In der ersten Augustwoche 2012 waren erstmals rund ein Drittel der Bücher auf der 25 Titel umfassenden E-Book-Bestseller-Liste der New York Times als Selbstpublikation erschienen. Die neuen Herstellungsverfahren und „Online-Shops“ bieten somit – bei entsprechend günstiger Preisgestaltung seitens der in Anspruch genommenen Dienstleister – den hinzugewonnenen Vorteil eines mittelbaren Vertriebs. Dieser Vorteil wird jedoch wegen der gerade auch dadurch bedingten immensen Steigerungsraten auf diesem Weg vorgestellter Neuveröffentlichungen für die überwiegende Mehrheit der Selbstpublikationen nahezu wieder aufgehoben.

## Einige belegte Begriffsverwendungen
Da die Begriffe „Selbstpublikation“, „Eigenpublikation“ und „Selbstveröffentlichung“ bislang in keinem Lexikon oder Wörterbuch nachzuschlagen sind, werden nachfolgend einige Beispiele aufgelistet, in denen die Begriffe im Sinne der einleitenden Definition gebraucht wurden.

### Für Selbstpublikation

#### Amtsdruckschriften
Peter Exner stellt unter LEO-BW für Amtsdruckschriften im Abschnitt Quellenkritik und Auswertungsmöglichkeiten fest: „Gleichwohl kommt amtlichen Druckschriften wie den Staatsanzeigern oder den Gesetz- und Verordnungsblättern als offiziellen amtlichen Druckschriften auf oberster staatlicher Ebene ein wesentlicher Sekundärwert zu. Sie tragen als Selbstpublikation von Herrschaftseinrichtungen wesentlich zum Verständnis der übrigen Überlieferung staatlicher wie nichtstaatlicher Provenienz bei.“

#### BVerfG
Das Bundesverfassungsgericht (BVerfG) setzt voraus: „Zu den konstituierenden Merkmalen des Urheberrechts als Eigentum im Sinne der Verfassung gehört die grundsätzliche Zuordnung des vermögenswerten Ergebnisses der schöpferischen Leistung an den Urheber im Wege privatrechtlicher Normierung und seine Freiheit, in eigener Verantwortung darüber verfügen zu können.“ Und Wolfgang Lent von der Ludwig-Maximilians-Universität München führt dazu in seinem Studienbuch Urheberrecht für Buchwissenschaftler aus: „Geschützt werden also vor allem zwei Aspekte des Geistigen Eigentums: Zum einen ist das Verfügungsrecht des Urhebers geschützt, das etwa einem Autor die Selbstpublikation seines Romans oder die Einräumung von Nutzungsrechten an seinem Roman an Verlage erlaubt. Zum anderen ist das mit dem Verfügungsrecht verbundene Vergütungsrecht des Urhebers geschützt, das es einem Autor erlaubt, für seine Rechteeinräumung an den Verlag ein Autorenhonorar zu verlangen.“

#### Allgemeine Richtlinien über die Ablieferung von Dissertationen
Die Technische Informationsbibliothek (TIB) verlangt in ihren allgemeinen Richtlinien über die Ablieferung von Dissertationen (lt. Senatsbeschluss
vom 12.2.1980, ergänzt auf den Senatssitzungen vom 21.12.1983, 19.12.1984, 8.2.1995, 9.7.1997, 27.10.1999, 19.04.2000, 13.07.2011, 18.11.2015, 31.01.2018) unterstreicht u. a. laut Punkt 1.2, dass „die zuständige Fakultät (..) die Veröffentlichung einer Dissertation auch als (..) Selbstpublikation oder Publikation in einem Eigenverlag“ gestatten kann. Der Begriff „Selbstpublikation“ wird hier auch noch unter Punkt 2.1.1 und 2.4 genutzt.

#### Monopolkommission
Die Monopolkommission verwendete am 29. Mai 2018 den Begriff wie folgt: „Bei der Veröffentlichung ihrer Werke im Eigenverlag können Autoren sog. Self-Publishing-Plattformen nutzen, die mit unterschiedlichen Serviceleistungen die Selbstpublikation unterstützen und einige Funktionen der klassischen Verlage übernehmen, wie beispielsweise das Lektorat. Eine wichtige Plattform ist kindle direct publishing von Amazon, über die Autoren ihre Werke sowohl als gedrucktes als auch als digitales Buch verbreiten können. Daneben existiert eine Reihe von Konkurrenzangeboten für E-Books wie etwa tolino media. Autoren von E-Books können sog. Distributoren zwischenschalten, die das E-Book an die unterschiedlichen E-Book-Plattformen verteilen und die Honorarabrechnung übernehmen. Der Vertrieb gedruckter Bücher, die im Eigenverlag publiziert wurden, läuft oftmals über sog. Print-on-Demand-Anbieter, die das Exemplar erst drucken, sobald es im Handel bestellt wurde.“

#### Studie im Auftrag des Bundesministeriums der Justiz und für Verbraucherschutz
In einer Studie im Auftrag des Bundesministeriums der Justiz und für Verbraucherschutz zu Urheberrecht und Innovation in digitalen Märkten am Beispiel von 40 ausgewählten (namenlos bezeichneten) Startups mit internetbasierten Geschäftsmodellen unter technischen, ökonomischen und juristischen Gesichtspunkten heißt es u. a.: „Als Dienstleister für Selbstpublikation bietet Startup [40] Autoren die Möglichkeit, im eigenen Namen E-Books anzubieten. Das Leistungsspektrum umfasst diverse, teilweise einzeln nutzbare Dienstleistungen vom Lektorat über die technische Erstellung eines E-Books bis hin zum Vertrieb über Online-Buchhändler.“ Und an anderer Stelle: „Auch im Büchermarkt ermöglicht Disintermediation Autoren ihre Bücher direkt, das heißt ohne traditionelle Verlage, durch sogenanntes Self-Publishing zu vermarkten. Dies ist sowohl für E-Books als auch für gedruckte Bücher möglich. In den Jahren 2006 bis 2014 ist die Anzahl an direkt publizierten Büchern um fast 300 %gestiegen und übersteigt heute die Anzahl an traditionell veröffentlichten Büchern. So schafften es in den letzten Jahren auch immer mehr selbstpublizierte Werke in Bestseller-Listen und machten im Jahr 2013 bereits ein Zehntel der Bestseller-Werke aus. Diese Änderungen fordern bestehende Verlage heraus und wirken sich auf den Kunden aus, indem Kosten reduziert und Angebote vergrößert werden.“

#### Kommentar im Börsenblatt zu Amazon
In einem Kommentar des Börsenblatt-Redakteurs Michael Roesler-Graichen heißt es: „Und so kommt es, dass ein Online-Händler wie Amazon, der Autoren die Selbstpublikation ermöglicht und daran gut verdient, einen Ratgeber für Pädophile von seiner Website entfernt, weil er binnen Kurzem in der Bestseller-Rubrik auftauchte.“

#### Zu Fanzines
Eine „Renate Comics“ stellt in ihrem taz-Veranstaltungshinweis zu einem für und von für Fanzines veranstalteten Zinefest in der Werkstatt der Kulturen fest: „Inzwischen haben die verschiedensten kulturellen und politischen Subkulturen das Format der Selbstpublikation von Texten und Bildern in kleinen Auflagen für sich entdeckt.“

#### Zum Open access
Rainer Kuhlen, Informationswissenschaftler der Universität Konstanz, meint in einem Artikel für die Universität Barcelona im Juni 2007: „Genauso wie bei seriösen Bewerbungsunterlagen für Professuren genau unterschieden wird, was über Peer-review-Verfahren, was in sonstigen wissenschaftlichen Publikationsorganen, was durch Medien der Publikumsmärkte (z. B. Tageszeitungen) öffentlich gemacht wurde, was interne Forschungsberichte sind und was schließlich eine Selbstpublikation im engeren Sinne ist, so sollte auch in den nach dem grünen Weg verfahrenden Institutional repositories eine klare Unterteilung der von den Wissenschaftlern der Universität erstellten Veröffentlichungen vorgenommen werden, aus der die für die Einschätzung der Qualität der Arbeiten wichtigen Informationen entnommen werden kann. Es darf nicht geschehen, dass Studienabschlussarbeiten, Habilitationsschriften, Eigenpublikationen, Peer-reviewed-Arbeiten, Pre- oder Post-prints als quasi gleichberechtigt und ununterscheidbar verfügbar gemacht werden.“

#### Zum Urheberrecht
Im Studienbuch von Wolfgang Lent zum Urheberrecht für Buchwissenschaftler heißt es u. a.: „Geschützt werden also vor allem zwei Aspekte des Geistigen Eigentums: Zum einen ist das Verfügungsrecht des Urhebers geschützt, das etwa einem Autor die Selbstpublikation seines Romans oder die Einräumung von Nutzungsrechten an seinem Roman an Verlage erlaubt. Zum anderen ist das mit dem Verfügungsrecht verbundene Vergütungsrecht des Urhebers geschützt, das es einem Autor erlaubt, für seine Rechteeinräumung an den Verlag ein Autorenhonorar zu verlangen.“

### Für Eigenpublikation

#### Zu den (neuen) Möglichkeiten der E-Books
In einem Artikel der Tageszeitung wird auf „das Geschäft mit E-Books“ hingewiesen, das sich „Rechteinhabern“ eröffnet: „Zudem ist es für bekannte Schreiber mit wenig Mühe machbar, ihre Werke direkt zu vermarkten – sowohl Amazon als auch Konkurrent Apple („iBooks“) bieten Rechteinhabern die Möglichkeit zur Eigenpublikation.“

#### Als Sachbuchthema
In dem Sachbuch Wissenschaftliche(s) Arbeiten mit Word 2007 im Microsoft Press Verlag sind im Inhaltsverzeichnis Kapitel zu „Eigenpublikation im Selbstverlag (mit oder ohne ISBN)“, „Eigenpublikation ohne ISBN“, „Eigenpublikation mit ISBN (vollwertige Printpublikation)“, „Eigenpublikation mithilfe eines Print-on-Demand-Anbieters“ aufgelistet.

#### Zu einer Open-Source-Software
Zur Historisch-Kulturwissenschaftlichen Informationsverarbeitung heißt es auf einer Webseite der Universität zu Köln: „Die Open Source Software EPrints wird seit 2000 von der School of Electronics and Computer Science an der University of Southampton, England, entwickelt und betreut. Sie eignet sich zum Aufbau von institutionellen Open Access Repositorien, ist aber auf Self Archiving, also die Eigenpublikation von Wissenschaftlerinnen und Wissenschalftlern [sic] ausgerichtet.“

#### Zu Veränderungen des wissenschaftlichen Publikationswesens
Walther Umstätter stellt anlässlich der Tagung der Gesellschaft für Wissenschaftsforschung am 27. März 2015 im Institut für Bibliotheks- und Informationwissenschaft der Humboldt-Universität zu Berlin in einem Abstract fest: „In weiten Bereichen der Wissenschaft wird die Verzögerung durch ein veraltetes Verlagswesen durch Eigenpublikation im Netz beschleunigt, um möglichst wenig Urheberrechte zu verlieren.“

### Für Selbstveröffentlichung

#### Dissertation zu Selbstverlag
Jong-Rak Shin gebraucht den Begriff „Selbstveröffentlichung“ in seiner 2007 vorgelegten Dissertation Selbstverlag im literarischen Leben des Exils in den Jahren 1933–1945 an die zwanzig Mal – so zitiert er an einer Stelle Josef Wintjes mit „Jeder Nachwuchslyriker kennt wohl das unbefriedigende Gefühl, für die eigene Schublade zu schreiben. Ansporn und Aufschwung stellen sich zumeist erst ein, wenn man einige oder mehrere seiner Gedichte irgendwo veröffentlicht sieht.“ und erläutert dann anschließend: „Nach Wintjes geht der Ansatz der Selbstveröffentlichung von dem psychologischen Antrieb, etwas darzustellen, aus.“ An anderer Stelle heißt es bei ihm wiederum: „Die Exilautoren, die bei den etablierten Verlagen aus ökonomischen, politischen und anderen Zwängen für ihre Werke keine Chance mehr sahen, richteten ihre Aufmerksamkeit auf die Möglichkeit der Selbstveröffentlichung.“

#### Hinweis für Dissertationspflichtexemplare
Die rechtswissenschaftliche Fakultät der Christian-Albrechts-Universität zu Kiel legt u. a. für die Erstellung von Dissertationen fest: „Bei der Selbstveröffentlichung sollten alle 80 Exemplare in dieser Form ausgestattet sein.“

#### Zu Self-Publishing-Plattformen
Das Börsenblatt verweist 2009 in einem Artikel mit dem Begriff auf entstehende Self-Publishing-Plattformen wie auch generell auf die Möglichkeiten des Internets unter der Überschrift: „Das Netz als Chance zur Selbstveröffentlichung“.

### Im weiteren Sinne
Dieser Abschnitt bezieht sich auf den Gebrauch der Lemma-Begriffe „im weiteren Sinne“ siehe Einleitung oben.

#### Zu elektronische Netzwerken
In seinen Antworten vom 28. Oktober 2010 zum „Fragenkatalog der Enquete-Kommission Internet und digitale Gesellschaft“ des Deutschen Bundestages heißt es von Karl-Nikolaus Peifer, Direktor des Instituts für Medienrecht und Kommunikationsrecht der Universität zu Köln, zur Entwicklung des Urheberrechts in der Digitalen Gesellschaft: „Die Selbstpublikation über elektronische Netzwerke ist in beinahe allen Bereichen der Produktion auf einfache Weise möglich geworden.“

#### In Abgrenzung zum Open access
Rainer Kuhlen, Informationswissenschaftler der Universität Konstanz, meint in seinem Artikel Open access – ein Paradigmenwechsel für die öffentliche Bereitstellung von Wissen. Entwicklungen in Deutschland für die Universität Barcelona im Juni 2007 auch: „Open Access ist keineswegs mit Selbstpublikation gleichzusetzen, wie sie durch das World Wide Web praktisch für jeden möglich geworden ist, sondern ordnet sich in die qualitätssichernde Praxis der Wissenschaft ein.“ Und in einer Fußnote zu diesem Satz heißt es ferner: „Die Form der Selbstpublikation, also das Publizieren des Autors selber ohne vorausgegangene Qualitätsabschätzung durch andere, soll hiermit keineswegs abgewertet werden, zumal dann nicht, wenn sie mit kollaborativen Verfahren verbunden sind, wie es am Beispiel der Wikipedia im großen Stil praktiziert wird.“

#### Eigenpublikation einer Zeichnerin innerhalb eines Verlags
Als Co-Herausgeberin einer Manga-Anthologie wird in einem Hinweis unter Spiegel Online auf deren „Jüngste Eigenpublikation“ eingegangen, die in einem Buchverlag erschienen ist.

## Zur Erstellung von Selbstpublikationen

### Eigene (Vor-)Leistungen
Mithilfe eines Personal Computers und eines Druckers können Texte und/oder Bilder entweder in kleiner Anzahl ausgedruckt oder auch am PC erstellte Datensätze von Texten und Bildern als Grundlage dienen, um sie als Buch oder/und E-Book selbst zu publizieren. Für eine Selbstpublikation bzw. den Selbstverlag (siehe hierzu unterschiedliche Definitionen im Artikel Selbstverlag) ist der komplette Prozess einer Buchveröffentlichung zu steuern und zu verantworten. Neben dem Schreiben oder der Auswahl von Inhalten müssen das Lektorat, die Wahl der Ausstattung (Schriftart, Papiersorte, Umschlag etc.) sowie Kalkulation, werbewirksame Öffentlichkeitsarbeit, das Marketing und der Vertrieb besorgt bzw. organisiert werden.

### Dienstleistungsunternehmen für Selbstpublikationen
Für alle oder Teile der unter Eigene (Vor-)Leistungen aufgeführten Voraussetzungen zur Erstellung einer selbst publizierten Buchveröffentlichung können auch Dienstleister beauftragt werden, die u. a. „Serviceleistungen, die (..) einige Funktionen der klassischen Verlage übernehmen, wie beispielsweise das Lektorat“ oder auch als „sog. Distributoren“ den Vertrieb und die Honorarabrechnung verkaufter Exemplare einer Selbstpublikation. Nachfolgend aufgeführte Dienstleistungsunternehmen für Selbstpublikationen sind in der Regel für die eigentliche Erstellung einer Buch- oder/und E-Book-Ausgabe zwingend:
- Copyshops
- Druckereien (meist im Offsetdruck-Verfahren)
- Oder Anbieter, die oft auch sämtliche Dienstleistungen zur Erstellung einer Selbstpublikation „aus einer Hand“ anbieten, mit den Autoren aber keine Verlagsverträge, sondern Werkverträge (z. B. auch bezeichnet als „Autorenverträge“)[30] abschließen:[31]
  - Selbstkostenverlage im Offsetdruck- oder/und Print-on-Demand-Verfahren.
  - Self-Publishing-Plattformen (Print-on-Demand-Verfahren)
  - Kleinere Print-on-Demand-Dienstleistungsunternehmen, deren Geschäftsmodell bis auf die Nicht-Selbstcharakterisierung als „Verlag“ konzeptionell eher dem von Druckkostenverlagen oder Selbstkostenverlagen als dem der Self-Publishing-Plattformen ähnelt.

Siehe Abschnitt Autobiografen lassen einige Autoren ihre Selbstpublikationen ohne weitere Anbindung an den Buchhandel für eine von vorneherein eng begrenzte Zielgruppe erstellen. Außerdem gibt es noch die seit etwa 2000 im Internet eingerichteten Autoren- oder Literaturplattformen, auf denen unbekannte Autoren meist gratis ihre Texte ausschließlich ins Netz und in den Foren der Portale zur Diskussion stellen können.
Eine kriminelle Variante, die ohne Wissen ihrer Autoren zur Erstellung von Selbstpublikationen führt, ist das so genannte Predatory Publishing. Die manchmal als „Raubverlage“ bezeichneten Unternehmen eines solchen „Angebots“ geben vor, vollwertige wissenschaftliche Fachzeitschriften herauszugeben, und verlangen von den Autoren die im Open-Access-Segment üblichen Publikationsgebühren (engl. article processing charges), ohne dafür die redaktionellen und publizistischen Dienstleistungen zu erbringen, die bei seriösen Fachzeitschriften erwartet werden, wie z. B. ein ordentliches Peer-Review.
Neben Selbstpublikationen in Form von Buchveröffentlichungen können zu ähnlichen Bedingungen auch Datenträger mit Musikaufnahmen per Homerecording hergestellt und als „Selbstveröffentlichung“ vertrieben werden. Für selbst erstellte Filme und Videoclips gibt es seit 1997 Videoportale im Internet, bei denen man jedoch häufig nicht alleiniger Rechteinhaber bleibt bzw. viele Nutzungsrechte abzutreten hat.

## Begründungszusammenhänge
Die Angaben der Verlage zu der Anzahl der bei ihnen zur Überprüfung eingereichten Manuskripte sind unterschiedlich und nicht zu belegen, aber es gilt unisono, dass von diesen Manuskripten lediglich ein winziger Bruchteil ins Verlagsprogramm übernommen wird. Eine Publikation selbst zu verlegen ist somit oft die einzige Möglichkeit, überhaupt etwas zu veröffentlichen. Die Gründe für die Veröffentlichung eines Werks als Selbstpublikation sind vielfältig und beruhen nicht immer auf der vorangegangenen Ablehnung eines Manuskriptes durch einen Verlag.

### Selbstpublikation einzelner Autoren (Bücher etc.)

#### Autobiografen
Nicht wenige Selbstpublikationen haben eigene Lebensgeschichten zum Inhalt. Zu deren Autoren zählen häufig Hobbyautoren, die mit diesen zu Büchern gewordenen Autobiografien allein die Familie und ihre Freunde bedenken wollen – diese verzichten hierfür in der Regel auch auf die Vergabe einer ISBN und ersparen sich alle Leistungen, die mit Marketing und Vertrieb zu tun haben. Zuweilen nutzen einige Autobiografen auch Dienstleister, die sie gegen Honorar bei der Verschriftlichung ihrer Lebensgeschichten unterstützen.
(Siehe in Abgrenzung hierzu die davon abweichenden Bedingungen eines Privatdruckes.)

#### Autoren im politischen Widerstand
Sofern Veröffentlichungen in Verlagen politische Gründe im Wege stehen, wie in der Vergangenheit das „Gesetz gegen die gemeingefährlichen Bestrebungen der Sozialdemokratie“ am 21. Oktober 1878 oder während der Zeit des Nationalsozialismus, publizierten Autoren im Selbstverlag z. B. die Exilliteratur in den Jahren 1933–1945.

#### Doktoranden
Laut Gemma Pörzgen im Tagesspiegel vom 18. Februar 2014 nutzen inzwischen auch Doktoranden einiger Fakultäten wie der Politologie insbesondere die Self-Publishing-Plattformen für die Selbstpublikation ihrer Dissertationen, da in einem beschriebenen Fall allein der von einem Fachverlag verlangte Druckkostenzuschuss für eine 400-seitige Doktorarbeit 4.000 Euro gekostet hätte und dann noch die Kosten für ein Lektorat zu bezahlen gewesen wären. Für eine Veröffentlichung in Jura kann demnach der Druckkostenzuschuss Promovierende insgesamt 10.000 Euro kosten, nachdem einige „sogenannte Wissenschaftsverlage“ ihre Marktposition schon „lange ausnutzen“ würden.

#### Professionelle Autoren (Hybridautoren)
Auch professionelle Autoren, die u. a. auf Veröffentlichungen in anerkannten Verlagen oder/und hohe Wertschätzung durch die Literaturkritik verweisen können, greifen zuweilen auf Selbstpublikationen zurück, indem sie entweder einen Selbstverlag bzw. gleich einen eigenen Verlag gründen (wie z. B. Erich Loest) oder Self-Publishing-Plattformen nutzen. So setzen auch immer öfter einige professionelle Autoren schon von vorneherein auf ein „Hybridmodell“, wonach sie sich bewusst für die zweigleisige Strategie zwischen Verlags- und Self-Publishing-Titeln entscheiden und manche ihrer Titel ausschließlich als selbst publiziertes E-Book herausbringen. Zuweilen bezeichnen sich solche Autoren dann selbst auch als Hybridautoren.
Darüber hinaus nutzen professionelle Autoren Selbstpublikationen insbesondere (dann):
- für Neuausgaben, sofern das Buch eines Autors „vergriffen“ und damit nicht mehr im Buchhandel erhältlich ist. Nicht selten werden Titel bereits nach einem Jahr schon aus dem Verlagsprogramm genommen, was gerade auch für jene Autoren misslich ist, die einen Teil ihrer Einkünfte durch Lesungen bestreiten und dann nicht mehr auf lieferbare Exemplare ihrer Bücher verweisen und sie verkaufen können (siehe auch Buchreihen-Angebote der Selbstkostenverlagssparte des Allitera Verlags oder das explizit hierfür begründete Label Edition Gegenwind, unter dem eine Autorengemeinschaft ihre selbst publizierten Titel veröffentlicht).
- sobald ein Werk mit hohem Anspruch und wenig Tauglichkeit für den Massengeschmack nur auf einen kleinen Kreis von Rezipienten zielt und damit die wirtschaftlichen Anforderungen eines Verlages nicht erfüllt;
- sofern es einem Autor um die volle inhaltliche Kontrolle geht und er die zuweilen über das Formale hinausgehende inhaltliche Einmischung durch Lektorate zu meiden sucht – oder ein Autor generell den Verlagen im Sinne korrekter Vertragsabwicklung nicht (mehr) traut;
- sofern sie sich davon höhere Gewinne erhoffen.[39] Verlage honorieren in der Regel mit Prozentanteilen vom Ladenverkaufspreis. Dieser Prozentanteil liegt für Hardcoverausgaben in der Regel bei zehn Prozent, für Taschenbuchausgaben bei fünf Prozent. In absoluten Zahlen ist das von der Höhe der verkauften Exemplare einer Auflage abhängig, die u. a. wiederum mit dem Einsatz des Verlages an Werbemitteln für den einzelnen Titel korreliert. Dieser Punkt wurde bereits im 18. Jahrhundert kritisch erörtert und es wurde davor gewarnt, dass die Herstellung einer Selbstpublikation hohe Kosten verursachen könne und neben dem Verfassen eines Manuskriptes zusätzlich hohen Arbeitsaufwand erfordere.[39] Insbesondere bei der Inanspruchnahme von Gratisanbietern unter den Self-Publishing-Plattformen trifft jedoch dieses Argument zumindest hinsichtlich der Kosten nur noch bedingt zu.

#### Hobbyautoren
Neben den im Abschnitt darüber beschriebenen professionellen Autoren gibt es Hobbyautoren, deren Anzahl sich nicht zuletzt dank des Print-on-Demand-Verfahrens sowie der Möglichkeit zur Herstellung von E-Books in immensen Steigerungsraten vervielfacht hat.
Angesichts der schieren Menge ihrer Selbstpublikationen, kann hierzu nur summarisch gemutmaßt werden, dass darunter durchaus auch welche mit ernsthaften Anliegen entstanden sind, die im Rahmen ihrer gewählten Themen Anerkennung und Wertschätzung gefunden haben (z. B. Sachbücher zur Heimatforschung oder zu einem anderen weniger bekannten Hobby). Wegen anderer Hobbyautoren, die womöglich trotz mehrfacher Ablehnung seitens der Verlage u. a. aus Eitelkeit (engl. vanity) ihr Werk dennoch unbedingt gedruckt sehen wollen, bezeichnet man im Englischen die von ihnen genutzten Selbstkostenverlage als „Vanity publisher“ bzw. „Vanity press“.

### Institutionell bedingte Selbstpublikationen

#### Bibliotheken, Universitäten
U. a. wissenschaftliche Publikationen mit einer Auflage für einen zwar festen aber nur kleinen Abnehmerkreis (z. B. Bibliotheken und Universitäten) sind für Verlage nur selten gewinnbringend zu kalkulieren.
Institutionen reagierten in Teilen auf dieses Problem mit der Gründung eigener Verlage, wie z. B. der „Universitätsverlag der TU Berlin“ (Verlagsnummer 7983), das „Institut für Wohnpolitik und Stadtökologie e. V.“ (Verlagsnummer 89215) oder auch eine Wissenschaftstransferstelle wie das Bundesamt für Bauwesen und Raumordnung (Verlagsnummer 87994).
Ansonsten wurden von derartigen Institutionen wie auch von den einzelnen Autoren (u. a. Doktoranden) für die technische Abwicklung von Selbstpublikationen häufig entsprechend zu honorierende Zuschussverlage in Anspruch genommen, die dann Herstellung, Marketing und – ggf. auch über die Beauftragung von Kommissionsverlagen – den Vertrieb besorgten. Inzwischen sind auch hier Self-Publishing-Plattformen als weit kostengünstigere Anbieter im Vormarsch, die Titel im Print-on-Demand-Verfahren erstellen oder/und als E-Book vertreiben. (So werden von den Hochschulen inzwischen Dissertationen auch immer öfter in Form digitaler Netzpublikationen anerkannt.) Eine weitere Form institutionell zumindest geförderter Selbstpublikation sind u. a. im universitären Bereich und für Bibliotheken die Einrichtung von Open-Access-Netzwerken zur Verbreitung u. a. von wissenschaftlichen Selbstpublikationen.

#### Firmen
Wenn Institutionen z. B. eine Geschenkgabe oder im Zusammenhang eines Firmenjubiläums eine Selbstpublikation erstellen, spricht man zuweilen auch von einem Privatdruck.

## Rezeption von Selbstpublikationen

### Literarische Selbstpublikationen

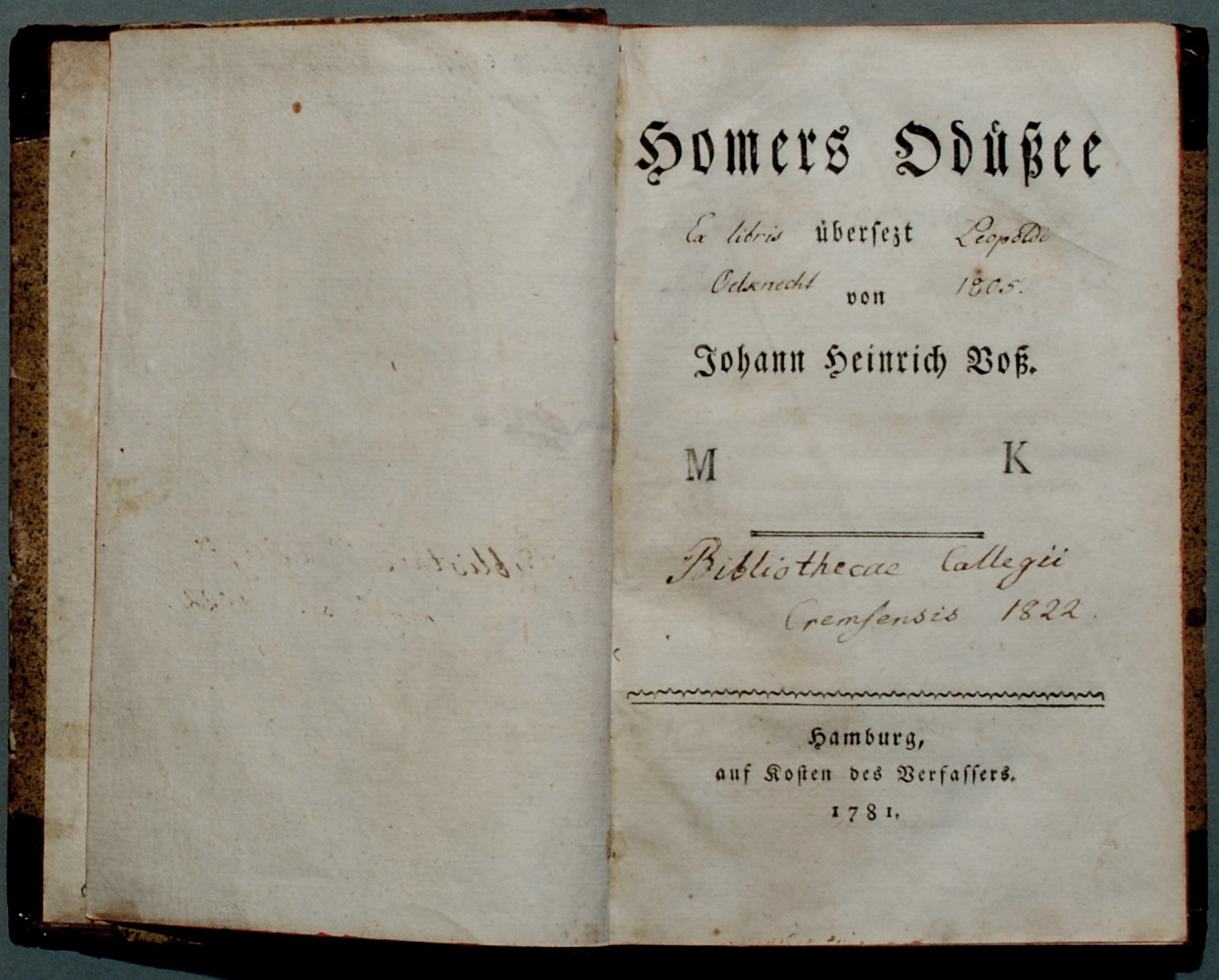
Titelblatt des Erstdrucks von Johann Heinrich Voß: Homers Odüßee (1781) mit Unterzeile: „auf Kosten des Verfassers“

Die Wertschätzung von literarischen Veröffentlichungen in Form einer Selbstpublikation unterliegen vorderhand denselben Kriterien wie Veröffentlichungen durch Verlage, d. h. deren Erfolg misst sich an verkauften Exemplaren sowie an der Wahrnehmung durch die Literaturkritik. Nach diesen Maßstäben gab es im Lauf der Jahrhunderte durchaus sehr erfolgreiche selbstveröffentlichte Publikationen, und auch in jüngerer Zeit kann z. B. die Self-Publishing-Plattform Books on Demand auf mehrere bei ihm veröffentlichte Titel verweisen, die ihn Bestsellerlisten aufgeschienen sind. Und siehe dem nachfolgenden Abschnitt Beispiele selbst publizierter Bestseller gibt es auch einige Titel, die zuerst selbst publiziert und dann wegen ihres durchschlagenden Erfolgs von regulären Verlagen übernommen wurden. Seit 2013 wird von der Self-Publishing-Plattform neobooks auf der Leipziger Buchmesse auch ein Indie-Autor-Preis ausgelobt.
Doch die fehlende „Auslese“ durch einen regulären Verlag wie auch das damit verbundene Fehlen eines als qualifiziert erachteten Lektorats ermutigt mehrheitlich Hobbyautoren, es mit einer Selbstpublikation zu versuchen. Die meisten selbst publizierten Titel erfahren deshalb – aber auch wegen der oft nur sehr eingeschränkten Marketing- und Werbemöglichkeiten ihrer Autoren – weder eine Literaturkritik noch werden sie im Buchhandel auch nur als einzelnes Exemplar vorrätig gehalten. Der Friedrich-Bödecker-Kreis schließt von der Aufnahme als neues Mitglied aus, wer allein auf selbstfinanzierte Buchveröffentlichungen verweisen kann. Zudem wirkt sich der Unterschied zu einem professionellen Autor auch vor deutschen Finanzämtern aus, wenn ein Hobbyautor u. a. Publikationskosten von insgesamt mehreren tausend Euro nicht als Verluste bzw. Werbungskosten steuerlich absetzen kann, da er „mit seiner Autorentätigkeit keinen Totalgewinn hätte erzielen können“ und „die Bereitschaft zur Übernahme nicht unerheblicher Druckkosten spreche dafür, dass überwiegend private Interessen und Neigungen für die Tätigkeit ursächlich gewesen seien“.
Diese skeptische Haltung gegenüber Selbstpublikationen wie auch die u. a. bei Self-Publishing-Plattformen meist ungünstigeren Margen für den die Bücher über Barsortimente beziehenden Buchhandel sind durchaus im wirtschaftlichen Interesse der etablierten Verlage. Da jedoch inzwischen nicht wenige Publikumsverlage gerade bei ihren Lektoraten personelle Einsparungen vorgenommen haben sowie (siehe Abschnitt: Professionelle Autoren (Hybridautoren)) selbst Titel renommierter Autoren schon nach kurzer Zeit aus dem Programm nehmen und deren Autoren somit zu Selbstpublikationen geradezu zwingen, zeichnet sich hier womöglich eine zumindest differenziertere Betrachtung ab. So „bekennt“ sich inzwischen eine Autorengemeinschaft unter dem Label Edition Gegenwind offensiv zur Erstellung ihrer vergriffenen Titel in Form von Selbstpublikationen und erfährt auch unter diesem Vorzeichen positive Besprechungen. Und auch der Verband deutscher Schriftsteller hat seine Position hierzu inzwischen grundlegend geändert: Es heißt zwar in den Aufnahmebedingungen u. a. noch immer, dass ein „Ausweis fachlichen Könnens“ hinreichend ausgewiesen sein muss, wie z. B. durch „eine Buchveröffentlichung, die nicht durch Einsatz eigener Geldmittel erkauft sein darf“, aber seit dem 16. Februar 2019 reichen dafür mehrere Veröffentlichungen „auch als Selfpublisher und Selfpublisherin oder Selbstvermarkter und Selbstvermarkterin“.

#### Beispiele selbst publizierter Bestseller
Nachfolgend sind erfolgreiche Buchtitel gelistet, von denen zumindest die Erstausgabe eine Selbstpublikation war:
- Anonymer Autor: Das Buch ohne Namen, 2009 (deutsche Üb.: Lübbe-Verlag)
- Poppy J. Anderson: Titans of Love 1. Verliebt in der Nachspielzeit, Rowohlt Taschenbuch, Reinbek 2014
- Sergio Bambaren: Der träumende Delphin, 1996 (deutsche Üb.: Piper Verlag)
- Katelyn Faith (pseud.): Gefährliche Verlockung, Rowohlt-Verlag, Reinbek 2013
- David Gray: Kanakenblues, 2015, Pendragon Verlag, Bielefeld
- E. L. James: Shades of Grey, ab 2011, spätere Ausgaben: Knopf Verlag (USA, deutsche Üb.: Goldmann Verlag)
- Ernst Jünger: In Stahlgewittern, 1920 (erste Buchhandelsausgabe ab 1922 Mittler & Sohn, ab 1961 Klett-Cotta)
- Hanni Münzer: Honigtot, ab 2015 bei Piper Verlag, München
- Nele Neuhaus: Die ersten Bände der Taunuskrimi-Reihe, ab 2009 List Verlag
- Jonas Winner: Berlin Gothic, ab 2011
- William P. Young: Die Hütte, 2007, (deutsche Üb.: Allegria Verlag)

### Wissenschaftliche Selbstpublikationen
Wissenschaftliche Selbstpublikationen haben unter Wissenschaftlern insbesondere dann einen geringen Stellenwert, wenn hierbei das für wissenschaftliche Veröffentlichungen übliche Peer-Review fehlt. Bei institutionellen Selbstpublikationen bzw. Selbstverlagen sind allerdings renommierte Herausgebergruppen und/oder Beiräte in die Publikation eingebunden.